# Teleopsis currani
Teleopsis currani är en tvåvingeart som först beskrevs av Shillito 1940.  Teleopsis currani ingår i släktet Teleopsis och familjen Diopsidae. Inga underarter finns listade i Catalogue of Life.